# Liu Boli
Liu Boli (Changzhou, 17 de março de 1931 – Pequim, 2 de julho de 2018) foi um químico nuclear chinês e especialista em radiofármacos.  

## Carreira
Foi considerado um dos fundadores do campo na China. Ele foi um professor de Beijing Normal University, e um acadêmico da Academia Chinesa de Engenharia.
Liu morreu em 2 de julho de 2018, em Pequim, aos 87 anos de idade.